# Canet-de-Salars
Canet-de-Salars – miejscowość i gmina we Francji, w regionie Oksytania, w departamencie Aveyron. W 2013 roku jej populacja wynosiła 427 mieszkańców. Przez gminę przepływa rzeka Vioulou. 

## Zabytki
Zabytki w miejscowości posiadające status monument historique:
- kościół św. Piotra i kapliczka (fr. Église Saint-Pierre et oratoire')